# Aeroportul Paruima
Aeroportul Paruima (IATA: PRR, ICAO: SYPR) este un aeroport din Cuyuni-Mazaruni, Guyana.
Situat la o altitudine de 538 m, aeroportul dispune de o singură pistă.